# David Cromer
David Cromer (Illinois, 17 ottobre 1964) è un regista teatrale e attore statunitense.

## Biografia
Terzo dei quattro figli di Richard e Louise Cromer, David Cromer cominciò ad affermarsi come regista e attore sulle scene di Chicago, facendosi notare per la sua regia di Angels in America (1998), Il prezzo (2002) e The Cider House Rules (2003). Nel 2005 fece il suo debutto nell'Off Broadway con la regia di Orson's Shadow, mentre nel 2008 ottenne una nomination al Drama Desk Award per la sua regia del musical The Adding Machine. L'anno successivo ottenne ottime recensioni per il suo allestimento di Piccola città a New York, in cui curava la regia (per cui vinse l'Obie Award) ed interpretava il narratore.
Sempre nel 2009 fece il suo debutto a Broadway alla regia di Brighton Beach Memoirs, seguito nel 2011 dalla commedia The House of Blue Leaves con Edie Falco e Ben Stiller. Nel 2011 diresse anche Jessica Hecht nel dramma di Tennessee Williams Un tram che si chiama Desiderio a Williamstown. Nel 2016 ottenne il suo maggior successo con la regia di The Band's Visit, per cui vinse un secondo Obie Award ed il Tony Award alla miglior regia di un musical quando lo spettacolo debuttò a Broadway nel 2017. Nel 2019 fu nuovamente a Broadway come regista del dramma The Sound Inside, per cui ottenne una candidatura al Tony Award alla miglior regia di un'opera teatrale.
Cromer è dichiaratamente gay.

## Filmografia parziale

### Attore

#### Cinema
- The Meyerowitz Stories, regia di Noah Baumbach (2017)

#### Televisione
- The Newsroom – serie TV, episodio 1x01 (2012)
- Billions – serie TV, 8 episodi (2016)
- The Loudest Voice - Sesso e potere (The Loudest Voice) – miniserie TV, puntate 3-4 (2019)
- American Rust - Ruggine americana (American Rust) – serie TV, episodio 1x06 (2021)

### Regista
- Moral Orel - serie TV, 1 episodio (2008)

## Doppiatori italiani
Nelle versioni in italiano dei suoi lavori, David Cromer è stato doppiato da:
- Antonio Palumbo in Billions
- Donato Sbodio in The Loudest Voice - Sesso e potere